# Manoir du Petit Nazé
Le manoir du Petit Nazé est un château français situé à Argentré, dans le département de la Mayenne et la région des Pays de la Loire.

## Situation
Il est situé à 2 kilomètres à l'Est du bourg.  Le ruisseau du Petit-Nazé est un affluent de la Jouanne d'une longueur de 1 200 mètres. On parle du Grand et du Petit-Nazé.

## Désignation
- Medietaria de Nazei, sita in parrochia de Argentré, 1243 (Lib. Alb., t. II, p. 57).
- Bordagium de Nazé, XIIIe siècle (Cartulaire de l'Abbaye de la Couture, p. 222).
- Le domaine du Grand-Nazé, 1453 (Chartrier d'Hauterive).
- Le fief de Nazé, 1506 (Lib. fundat., t. VI).
- Nazé-Mouette, 1618 (Chartrier d'Hauterive).
- Nazé, manoir (Hubert Jaillot).
- La seigneurie du Petit-Nazay, 1782 (Archives départementales de la Mayenne, B. 1.979).
- Nazé (Carte de Cassini).

## Histoire
Il s'agissait d'un fief ayant justice foncière, mouvant de Marboué. On a trouvé au Grand et au Petit-Nazé des éclats de silex et des haches néolithiques. Une chapelle est mentionnée en 1721. 

## Seigneurs
L'Abbé Angot indique qu'il y a beaucoup de confusion possible entre les différents domaines.

### Sources et bibliographie
- « Manoir du Petit Nazé », dans Alphonse-Victor Angot et Ferdinand Gaugain, Dictionnaire historique, topographique et biographique de la Mayenne, Laval, A. Goupil, 1900-1910 [détail des éditions] (BNF 34106789, présentation en ligne)
- E. Moreau, Carte préhistorique de la Mayenne, p. 16, 17.